# Oligia doerriesi
Oligia doerriesi là một loài bướm đêm trong họ Noctuidae.